# 서산 나들목
서산 나들목(Seosan IC)은 충청남도 서산시 운산면 갈산리에 설치된 서해안고속도로의 23번 교차로이다. 서산시내나 운산면, 음암면, 당진시 정미면으로 진출할 수 있다. 특히 무안 방향의 경우 이 나들목이 서산시내에 최단거리로 접근할 수 있다. 인근에 신성대학교가 있다.

## 연혁
- 2001년 9월 27일 : 서해안고속도로 당진 ~ 서천 구간 개통에 따라 영업 개시[1]
- 2013년 10월 17일 : 2016년 12월까지 나들목 국도 접속부 입체화 공사를 위해 충청남도 서산시 운산면 갈산리 3.12km 구간 도로구역 변경[2]

## 구조물 정보
일반적인 트럼펫형 입체 교차로 형태이며 본래 국도 제32호선이었던 운암로와 접속되게 건설되었으나 2005년 7월 15일 서산 ~ 당진간 도로가 확장 개통되어 국도가 이설되면서 지금의 국도와 차량 진·출입이 불편해져 상습적으로 병목현상이 발생하는 등 불편함이 계속되었다. 이 때문에 서산시에서는 이를 해결하기 위해 충청남도청에 신설 국도와 직접 연결하는 입체교차로 착공을 지속 건의, 2005년 국도32호선 개설에 따른 입체화시설 설치 요구, 2008년 나들목 및 분기점 기능개선을 위한 기본계획 수립 용역 등을 실시했으며, 2009년에는 서산시에서 국토해양부와 한국도로공사를 직접 방문해 입체화 공사 조기착공을 적극 건의했고 지난해에는 실시설계 착수 요구와 함께 수차례의 현장회의 등을 실시해 예산확보와 공사착공 약속을 받아내 2011년부터 본격적으로 추진되었다.
이로써 2013년 말 한국도로공사에서 나들목 입체화 공사를 발주해 공사에 착수했으나 2016년 10월 시공사인 남영건설이 파산하면서 인건비 체불 및 공사 기간 지연과 같은 문제가 발생돼 난항을 겪다가 2017년 12월 29일에 준공되었다.
- 위치: 충청남도 서산시 운산면 갈산리
- 영업소: 충청남도 서산시 운산면 운암로 914-33

## 접속하는 도로
- 국도 제32호선 (서해로)
- 국가지원지방도 제70호선 (운암로)

## 교통량 정보
| 요금소        | 통행량 (대/일) | 통행량 (대/일) | 통행량 (대/일) | 통행량 (대/일) | 통행량 (대/일) | 통행량 (대/일) | 통행량 (대/일) | 통행량 (대/일) | 통행량 (대/일) | 통행량 (대/일) | 각주  |
| 요금소        | 2001년         | 2002년         | 2003년         | 2004년         | 2005년         | 2006년         | 2007년         | 2008년         | 2009년         | 2010년         | 각주  |
| ------------- | -------------- | -------------- | -------------- | -------------- | -------------- | -------------- | -------------- | -------------- | -------------- | -------------- | ----- |
| 서산 (폐쇄식) | 4,987          | 5,604          | 6,050          | 6,545          | 6,591          | 6,896          | 7,174          | 6,781          | 8,111          | 9,192          | [ 5 ] |
| 요금소        | 2011년         | 2012년         | 2013년         | 2014년         | 2015년         | 2016년         | 2017년         | 2018년         | 2019년         |                | [ 5 ] |
| 서산 (폐쇄식) | 9,809          | 9,876          | 10,532         | 10,879         | 11,391         | 12,141         | 12,665         | 13,553         | 14,197         |                | [ 5 ] |